# Facultad de Ingeniería y Arquitectura de la Universidad de El Salvador

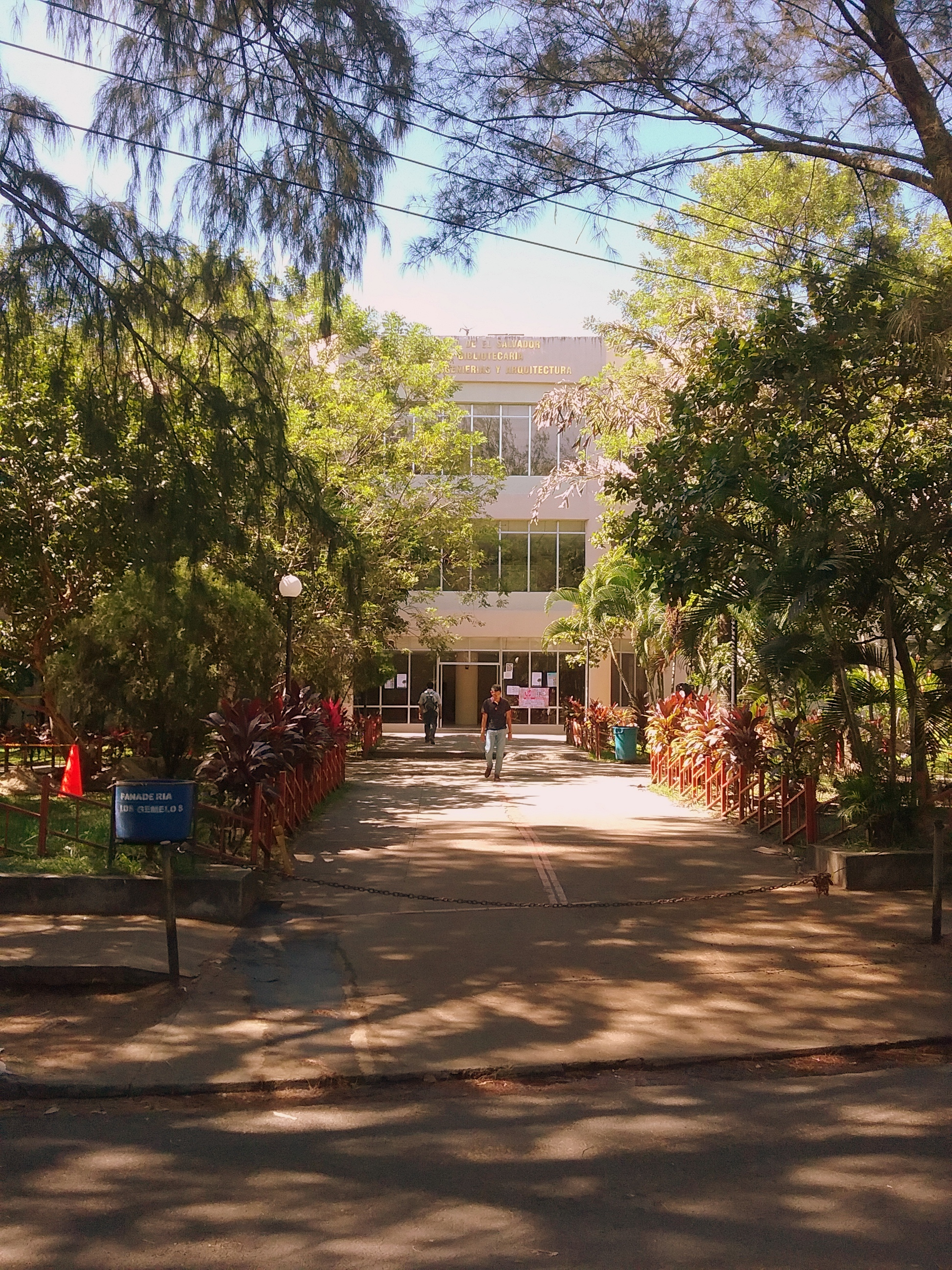
Biblioteca de la Facultad.

La Facultad de Ingeniería y Arquitectura de la Universidad de El Salvador es una de las facultades de la Universidad de El Salvador, y tiene su sede en la  Ciudad Universitaria «Dr. Fabio Castillo Figueroa».

## Historia
El área de Ingeniería Industrial se empezó a gestar en 1954 como una respuesta al desarrollo de la industria en El Salvador. El Departamento de Ingeniería Industrial en la Universidad de El Salvador comenzó a tomar forma en 1961; año en que se empezaron a impartir asignaturas de la carrera, pese a que había estudiantes de Ingeniería Industrial desde 1959.
En 1966 se aprobaron los planes de estudio de la Facultad de Ingeniería y Arquitectura, ese mismo año estos fueron sometidos a constantes análisis que culminaron el 1 de junio de 1970, fecha en que entra en vigencia un nuevo plan de estudios, con lo cual se le dio a la carrera de Ingeniería Industrial un nuevo carácter suprimiendo las carreras combinadas que existían hasta esa fecha: Mecánica Industrial, Eléctrica Industrial.  Esta dinámica de cambios llevó a concretar para 1973 un nuevo plan, se le llamó Plan de Estudio 73 Reformado.
En el período de 74-80 se construye el edificio de Ingeniería Industrial; en éste funcionada un taller de Tecnología Industrial, aulas para impartir clases, aulas equipadas para la enseñanza de dibujo técnico, aulas para Laboratorios de Ingeniería de Métodos, Distribución en Planta, Medida del Trabajo, etc. Así, como cubículos privados para los docentes y salas de sesiones para asesorías de trabajos de graduación o cualquier presentación o seminario que se deseara impartir.
En 1980 se agudizó el conflicto armado y la UES sufrió el cierre de su Campus Central en diversas ocasiones, además de la pérdida y deterioro de equipos de laboratorio, aulas y edificios.
El terremoto de octubre de 1986 dejó inhabilitado el edificio de Ingeniería Industrial, por lo que hubo necesidad de reacomodo del personal de las escuelas de Ingeniería Industrial y Química. Ambas escuelas tuvieron que trasladarse a la tercera planta de la Escuela de Ingeniería Mecánica. El equipo de trabajo de Tecnología Industrial se trasladó al taller de Tecnología Mecánica de la misma escuela. En 1996 se elaboró el proyecto de Reconstrucción del edificio de la escuela. Este proyecto recibió el dictamen favorable para el financiamiento. Este proyecto sirvió de base para la reconstrucción del edificio en el año 2000. Una nueva reforma al plan de estudios surge en 1998, incorporando cambios en requisitos de algunas asignaturas y la introducción de nuevas técnicas electivas.
En noviembre de 2002 se desarrollaron en el país los XIX Juegos Centroamericanos y del Caribe, que trajeron beneficios a la infraestructura deportiva del país y al Campus Central de la Universidad de El Salvador. La reconstrucción inicia en el año 2000. Para el 2003, la Escuela de Ingeniería Industrial se beneficia con un edificio adecuado a sus propósitos y con un moderno centro de computación para las actividades de los docentes y alumnos.
En octubre de 2011 es elegido Rector de la UES el entonces Decano de la FIA el Ing. Mario Roberto Nieto Lovo luego de ganar las elecciones con el apoyo de estudiantes y docentes; fueron 48 votos los que obtuvo en la Asamblea General Universitaria (AGU) gracias a los cuales tomó posesión de la rectoría el 28 de octubre de ese año.

## Oferta académica
La facultad está dividida en escuelas y unidades académicas que poseen la administración de las carreras y las materia impartidas. Las carreras ofrecidas son las siguientes:
Carreras de pregrado:
- Arquitectura
- Ingeniería Mecánica
- Ingeniería en Sistemas Informáticos
- Ingeniería Eléctrica
- Ingeniería Industrial
- Ingeniería Civil
- Ingeniería Química
- Ingeniería de Alimentos

Carreras de posgrado:
- Maestría en Ingeniería para la Industria (Especialización en Ciencias de la Computación)
- Maestría en Ingeniería para la Industria (Especialización en Telecomunicaciones)
- Maestría en Energías Renovables y Medio Ambiente
- Maestría en Formulación, Evaluación y Gestión de la Implementación de Proyectos
- Maestría en Ingeniería Estructural
- Maestría en Gestión de Recursos Hidrogeológicos
- Maestría en Ingeniería Vial
- Maestría en Prevención de Riesgos Laborales
- Doctorado en Ingeniería Sísmica